# Mártonhely
Mártonhely (1887-ig Martyáncz, szlovénül: Martjanci, vendül Martijanci) falu Szlovéniában, Muravidéken, Pomurska régióban. A „Mártonhely” nevet a 19. század végi földrajznév-magyarosítási hullám során kapta, a helyi magyarok továbbra is a Martyánc nevet használják.   Közigazgatásilag Slovenska Bistrica község része.

## Fekvése
Muraszombattól 4 km-re északkeletre, a Mártonhelyi (Martjanski) patak partján fekszik.

## Története
A település első írásos említése 1365-ben "Zenchmarcun" alakban történt. Ebben az évben kapták Széchy Péter fia Miklós dalmát-horvát bán és testvére Domonkos erdélyi püspök királyi adományul illetve cserében a Borsod vármegyei Éleskőért, Miskolcért és tartozékaikért Felsőlendvát és tartozékait, mint a magban szakadt Omodéfi János birtokát. A település a későbbi századokon át is birtokában maradt a családnak. Az 1366-os beiktatás alkalmával részletesebben kerületenként is felsorolják az ide tartozó birtokokat, melyek között a falu "Scenthmartun in districtu Sancti Martini" alakban szerepel.  A felsőlendvai uradalom egyik kerületének központja volt. 1685-ben a Széchyek fiági kihalásával a Szapáryak és a Batthyányak birtoka lett.
A 19. században mezővárosként szerepelt a térképeken, s a Tótsági járásban feküdt.
Vályi András szerint " MÁRTYÁNCZ. Tót mező Város Vas Várm. földes Urai G. Szapári, és G. Batthyáni Uraságok, lakosai katolikusok, határja síkos, földgye termékeny, réttye jó, legelője, és fája van, szőleji meg lehetősek, keresetre módgyok Stáyer Országban."
Fényes Elek szerint " Mártyánsz, vindus m.-város, Vas vmegyében, Muraszombat mellett, 40 kath., 190 evang., 4 zsidó lak. Kath. paroch szentegyházzal. Róna termékeny határ. F. u. Batthyáni és Szapáry grófok, s a muraszombati uradalomhoz tartozik."
Vas vármegye monográfiája szerint " Mártonhely (Martyáncz), régi község, mely a XIII. század elején már virágzott. Van 66 háza és 422 vend lakosa; vallásuk r. kath. és ág. ev. Körjegyzőségi székhely. Plébániája a XIV. század elejéről való; érdekes góthikus temploma, a szentély déli oldalán levő góth betűs, egykorú felirat szerint, 1392-ben épűlt. A szentély ép részén láthatók Aquila János híres középkori festő freskói; az ablakokat régi üvegfestmények díszítik. Plébániája a XVIII. század elején az evangélikusok kezében volt. A templom kegyura gr. Szápáry Géza."
1910-ben 426, túlnyomórészt szlovén lakosa volt. A trianoni békeszerződésig Vas vármegye Muraszombati járásához tartozott, 1919-ben átmenetileg a de facto Mura Köztársaság része lett. Még ebben az évben a Szerb–Horvát–Szlovén Királysághoz csatolták, ami 1929-től Jugoszlávia nevet vette fel. 1941-ben átmeneti időre ismét Magyarországhoz tartozott, 1945 után visszakerült jugoszláv fennhatóság alá. 1991 óta a független Szlovénia része. 2002-ben 492 lakosa volt.

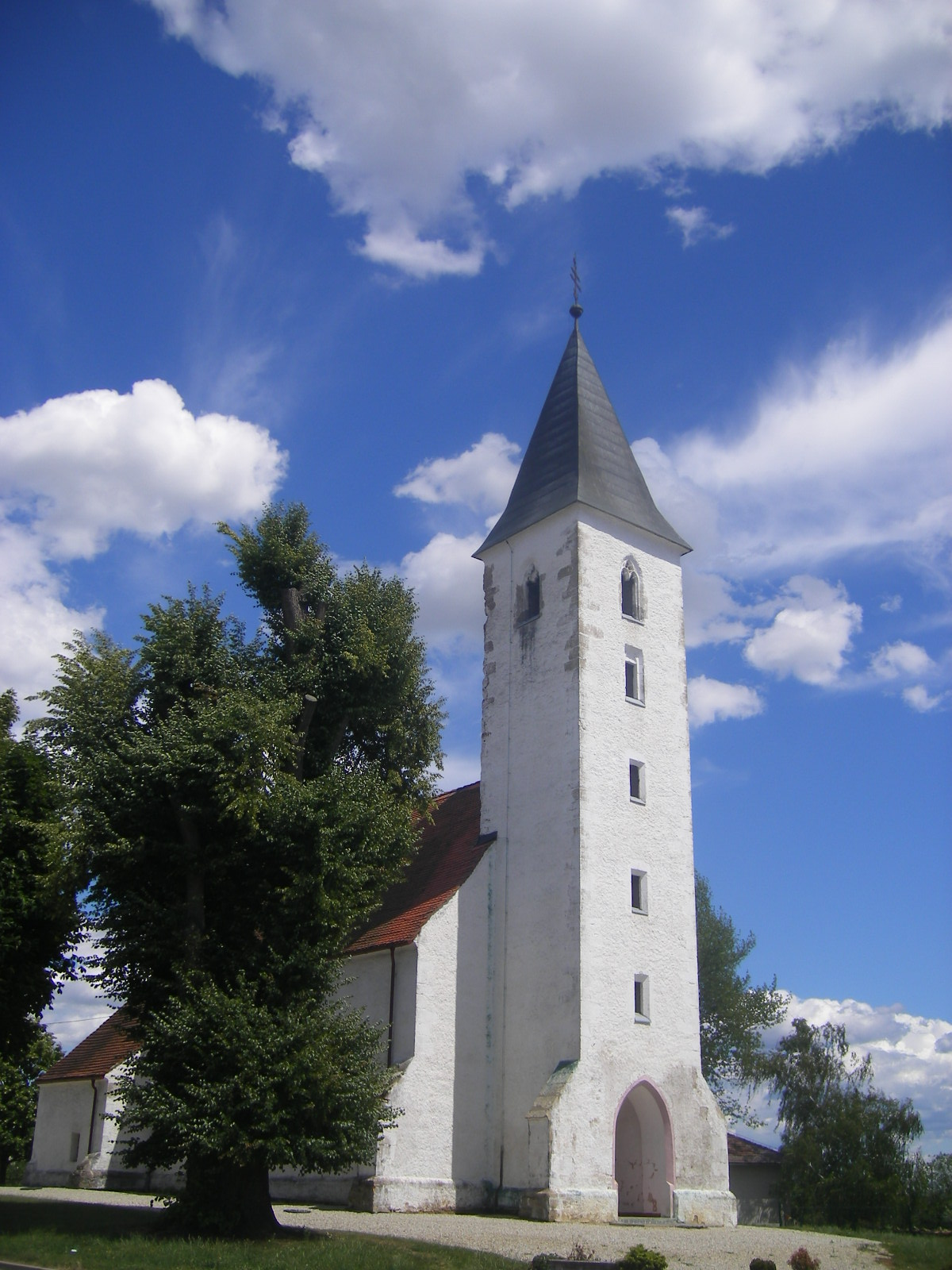
A Szent Márton-templom

## Nevezetességei
- Szent Márton tiszteletére szentelt római katolikus plébániatemploma  a szentélyén látható felirat szerint 1392-ben épült gótikus stílusban. A 18. században barokk stílusban építették át. Egyhajós épület nyolcszög záródásű szentéllyel.  Szentélyét Aquila János freskói díszítik, színes üvegablakai vannak. Plébániája is 14. századi, a 17. században az evangélikusok kezén volt.
- Az evangélikus templom 1933-ban épült.
- A régi iskola 1871-ben épült, 1884-ig vendéglőként működött, utána lett iskola. 1971-ben bezárták.

## Híres emberek
- Itt élt Bagáry József író.
- Itt született Czipott Géza (1882 - 1930) evangélikus lelkész, író, a Harangszó c. lap és a Lelkipásztor c. folyóirat szerkesztője.
- Itt dolgozott harminc éven át Pusztai József, író, költő, újságíró.

## Egyéb fontos tudnivalók
- Mártonhelyen keletkezett nagyjából a 16. század végén, a reformáció elterjedésekor a híres martyánczi énekeskönyv, a vend nyelv első írott szövege, amelyet lemásoltak és a Tótság számos egyházközségében terjedt. Az énekeskönyvnek a 20. század közepéig születtek változatai, több közülük nyomtatásban is megjelent. A martyánczi énekeskönyv ezért joggal tekinthető a vend nyelv „kartájának.”
- Ugyancsak itt született szintén az első vend írásos emléknek számító martyánczi egyezség egy zsidahegyi szőlőhegy bérbeadása kapcsán.